# ماريو بيتشنوتشي
ماريو بيتشنوتشي (بالإيطالية: Mario Piccinocchi)‏ (21 فبراير 1995 بميلانو في إيطاليا - ) هو لاعب كرة قدم إيطالي في مركز الوسط. شارك مع منتخب إيطاليا تحت 17 سنة لكرة القدم ومنتخب إيطاليا تحت 18 سنة لكرة القدم ومنتخب إيطاليا تحت 19 سنة لكرة القدم. أما مع النوادي، فقد لعب مع نادي فيتشينزا ونادي لوغانو.

## وصلات خارجية
- ماريو بيتشنوتشي على موقع قاعدة بيانات كرة القدم.إي يو (الإنجليزية)
- ماريو بيتشنوتشي على موقع Soccerway.com (الإنجليزية)
- ماريو بيتشنوتشي على موقع عالم كرة القدم.نت (الإنجليزية)